# Theodore W. Parker

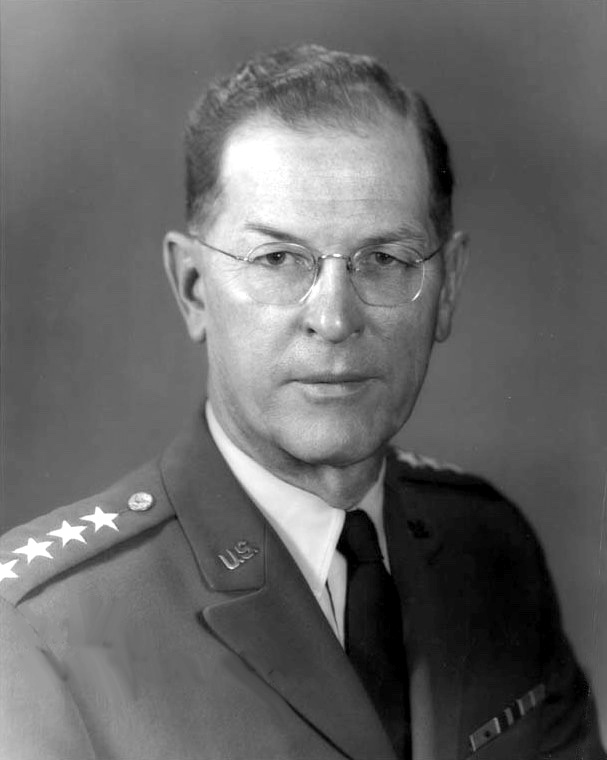
Theodore W. Parker (1965)

Theodore William Parker (* 31. Januar 1909 in Minneapolis, Hennepin County, Minnesota; † 27. Mai 1994 in Tucson, Pima County, Arizona) war ein General der United States Army. Er war unter anderem Kommandeur der 1. Infanteriedivision und Stabschef des Supreme Headquarters Allied Powers Europe.
Er besuchte die öffentlichen Schulen seiner Heimat einschließlich der High School. In den Jahren 1927 bis 1931 durchlief er die United States Military Academy in West Point. Nach seiner Graduation wurde er als Leutnant der Feldartillerie zugeteilt. In der Armee durchlief er anschließend alle Offiziersränge vom Leutnant bis zum Vier-Sterne-General.
Im Lauf seiner militärischen Karriere absolvierte Theodore Parker verschiedene Kurse und Schulungen. Dazu gehörten unter anderem der Battery Officers Course, der Advanced Officers Course, das Command and General Staff College und das National War College.
In seinen jüngeren Jahren absolvierte er den für Offiziere in den niederen Rangstufen üblichen Dienst in unterschiedlichen Einheiten und Standorten. Dazu gehörten auch Aufgaben als Stabsoffizier in verschiedenen Hauptquartieren. Zwischen 1935 und 1939 war er Dozent an der Militärakademie in West Point. Im Lauf seiner Karriere kommandierte er militärische Einheiten auf fast allen Ebenen bis zum Divisionskommandeur.
Während des Zweiten Weltkriegs war er zunächst mit der 1. Armee in Island und England stationiert. Anschließend kehrte er für einige Zeit in die Vereinigten Staaten zurück, wo er ein Artilleriebataillon ausbildete. Danach wurde er Mitglied der Stabsabteilung für Operationen (G3) der 9. Armee. Mit dieser erst im April 1944 aufgestellten Armee war er in den Jahren 1944 und 1945 auf dem europäischen Kriegsschauplatz eingesetzt. Die 9. Armee drang aus Frankreich kommend zusammen mit anderen alliierten Verbänden bis weit nach Deutschland vor. In Erinnerung an seine Zeit bei dieser Armee verfasste Parker später das Buch Conquer, das zum offiziellen Geschichtsbuch der 9. Armee im Zweiten Weltkrieg wurde.
Nach zwischenzeitlich anderen Verwendungen war Theodore Parker in den Jahren 1949 und 1950 Stabsoffizier beim Heeresministerium. Danach war er bis 1952 Stabschef der 10. Infanteriedivision, die als Ausbildungsdivision nach einer zwischenzeitlichen Deaktivierung wieder aktiviert worden war und in Fort Riley in Kansas ansässig war. Während des Koreakriegs kommandierte Parker Artillerieeinheiten auf Divisions- und Korpsebene. Später kommandierte er in den Vereinigten Staaten eine Artilleriebrigade, die auf die Abwehr von Luftangriffen spezialisiert war (anti-aircraft artillery brigade). Im weiteren Verlauf war Parker Stabsoffizier im Pentagon, bei der NATO und im Präsidentialamt.
Zwischen Februar 1960 und Mai 1961 kommandierte Parker die 1. Infanteriedivision, die auch in Fort Riley stationiert war. In der Folge bekleidete er verschiedene Aufgaben als Generalstabsoffizier. Dabei gehörte er zunächst dem Stab der Joint Chiefs of Staff an. Zwischen Mai 1962 und Juni 1963 war er Leiter der Stabsabteilung für Operationen (G3) im Heeresministerium.
Am 1. Juli 1963 wurde Theodore Parker zum Vier-Sterne-General befördert. Gleichzeitig erhielt er seine Berufung zum Stabschef beim Alliierten NATO-Hauptquartier (SHAPE). Dieses war bis 1967 in Rocquencourt in der Nähe von Paris ansässig und wurde danach Mons in Belgien verlegt. Parker bekleidete seinen Posten bei der NATO bis Januar 1969. Anschließend schied er aus dem aktiven Militärdienst aus.
Nach seiner Pensionierung arbeitete Parker bis 1972 für die New York State Department of Transportation, eine Behörde des Bundesstaates New York. Er starb am 27. Mai 1994 in Arizona. 

## Orden und Auszeichnungen
Theodore Parker erhielt im Lauf seiner militärischen Laufbahn unter anderem folgende Auszeichnungen:
- Army Distinguished Service Medal
- Legion of Merit
- Bronze Star Medal
- Air Medal
- Order of the British Empire (Großbritannien)